# Aşağıkarakaya, Sorgun
Aşağıkarakaya là một xã thuộc huyện Sorgun, tỉnh Yozgat, Thổ Nhĩ Kỳ. Dân số thời điểm năm 2010 là 108 người.